# Vollmühle (Bergisch Gladbach)

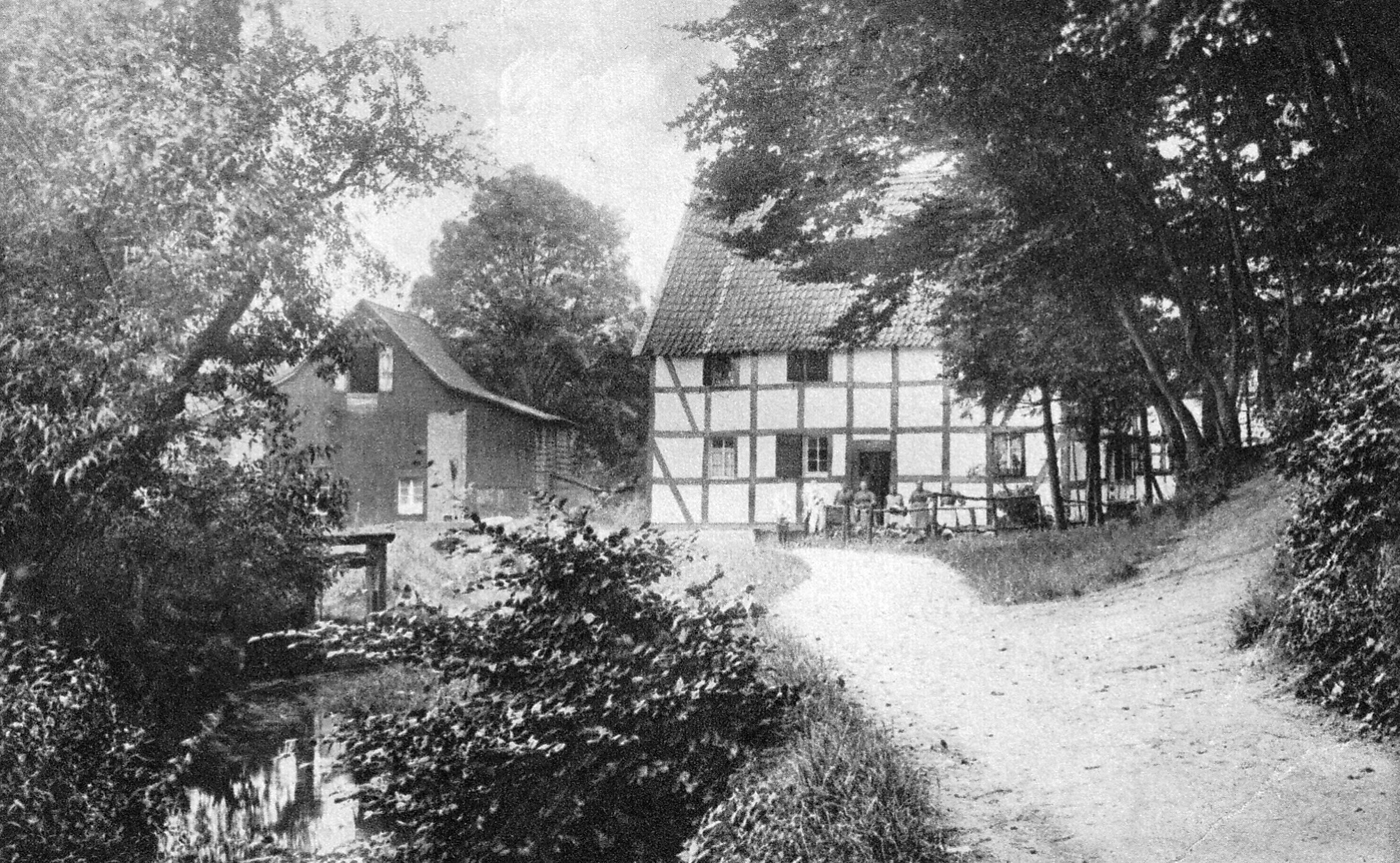
Vollmühle um 1900,
links das Mühlengebäude, rechts das Wohngebäude

Die Vollmühle war eine Walkmühle  an der Strunde. Gleichzeitig war es ein Ortsteil im Stadtteil Stadtmitte von Bergisch Gladbach.

## Geschichte
Für die Walkmühlen gab es vielerorts auch die Bezeichnung Vollmühle. Dieser Begriff stammt von dem lateinischen Wort fullo, der Walker. Von daher wäre die Schreibweise Follmühle zutreffender. Die Schreibweise mit V assoziiert aber, dass etwas Vollständiges hergestellt wurde. In den Tuchwalkmühlen oder Vollmühlen wurden Wollstoffe in einem warmen und feuchten Zustand durch Schieben, Quetschen und Stampfen so zu einem zusammenhängenden Körper verfilzt, dass eine glatte Oberfläche entstand. Auf diese Weise wurden die Fäden des Gewebes vollständig versteckt, um dadurch den Stoff leicht Wasser abweisend zu machen. Wir kennen heute einen solchen Stoff noch als Loden. Weiterhin wurden andere Stoffe wie zum Beispiel Leinen leicht gewalkt, um sie geschmeidiger zu machen.
Die Quellenlage über die Vollmühle ist nicht sonderlich reich. 1758/59 wird die Vollmühle im Strundorf im Besitz von Dietrich Kierdorff geführt. Im Protokoll für den Strunderbach erscheint 1773 als Eigentümer für die Tuch-Walkmühle im Strundorf Gerhard Paffrath als Eigentümer. Danach wurde die Mühle in eine Ölmühle umgewandelt, wobei das Datum dafür unbekannt ist. Während der so genannten Franzosenzeit wurde hier – wie auch in anderen Mühlen – zeitweilig auch Tabak gemahlen (Priesmühle). Nach 1826 betrieb sie Georg Wilhelm Siller mit einem unterschlächtigen Rad als Öl- und Gerstenschälmühle. Noch vor dem Ende des 19. Jahrhunderts brannte ein Teil des Mühlengebäudes ab, das allerdings noch bis um 1912 gestanden haben muss. Spätere Aufnahmen zeigen an dieser Stelle kein Gebäude mehr.

### Geschichte des Ortsteils
Aus Carl Friedrich von Wiebekings Charte des Herzogthums Berg 1789 geht hervor, dass Vollmühle zu dieser Zeit Teil der Honschaft Gladbach war. Unter der französischen Verwaltung zwischen 1806 und 1813 wurde das Amt Porz aufgelöst und Vollmühle wurde politisch der Mairie Gladbach im Kanton Bensberg zugeordnet. 1816 wandelten die Preußen die Mairie zur Bürgermeisterei Gladbach im Kreis Mülheim am Rhein. Mit der Rheinischen Städteordnung wurde Gladbach 1856 Stadt, die dann 1863 den Zusatz Bergisch bekam. Der Ort ist auf der Topographischen Aufnahme der Rheinlande von 1824 und der Preußischen Uraufnahme von 1840 als Mühle verzeichnet.
| Jahr | Einwohner | Wohn- gebäude | Kategorie             |
| ---- | --------- | ------------- | --------------------- |
| 1822 | 27        |               | Hof und Oelmühle      |
| 1830 | 34        |               | Hofstelle und Ölmühle |
| 1845 | 10        | 1             | Haus und Oelmühle     |
| 1871 | 12        | 1             | Mühle                 |
| 1885 | 24        | 3             | Wohnplatz             |

Ab den Statistiken des Jahres 1895 ist Vollmühle nicht mehr in den amtlichen Statistiken aufgeführt.